# Zastávka (okres Brno-venkov)
Zastávka je obec v okrese Brno-venkov v Jihomoravském kraji, v Boskovické brázdě. Takřka celý nevelký katastr obce, jenž byl dosud opakovaně rozšiřován, je vyplněn její zástavbou, která se již v rámci zastáveckého katastru nemá prakticky kam rozšiřovat, a tak jsou některé bloky domů, urbanisticky splývající se Zastávkou, postavené v okrajových částech katastrálních území sousedních Rosic a Babic u Rosic. V obci žije přibližně 2 500 obyvatel.

## Název
První název obce zní Boží požehnání (německy Segen Gottes) a pochází z názvu uhelného pole „Segen Gottes Grube“. Obec ho nesla do roku 1920. Název Zastávka nese obec od roku 1920. Jméno dovoluje víc výkladů: může to být zdrobnělina starého zástava - "stav, stavidlo na vodním toku" (Zastávka leží na potoku Habřině) nebo označení nějaké hospody u obtížného úseku cesty (Zastávka leží na staré spojnici Brno–Třebíč před stoupáním do Vysokých Popovic).

## Historie

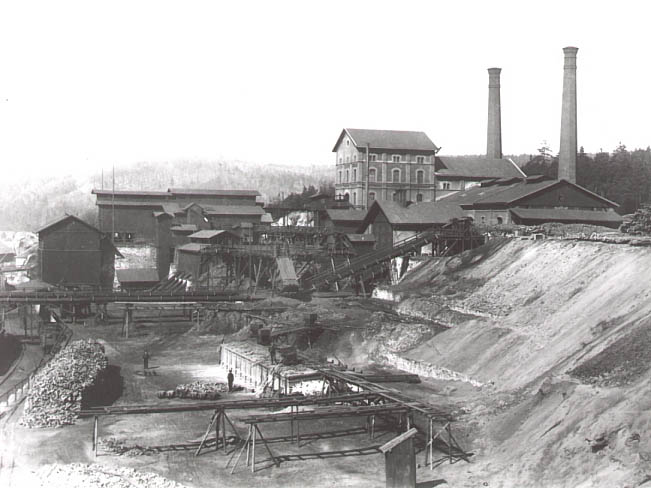
Důl Julius v Zastávce (1888)

Nejstarším a dlouho i jediným domem na budoucím území obce je původně zájezdní hostinec, který v nedávné minulosti nesl název Hornický dům. První písemná zmínka o něm pochází z roku 1688. Původně se nazýval Zastávka. Na křižovatce obchodních cest z Třebíče do Brna a z Pravlova do Velké Bíteše ho nechala postavit rosická vrchnost. K hostinci patřily rozsáhlé pozemky polí a luk. Ležel na původním příbramském katastru a obchodovalo se v něm se dřevem. Roku 1763 prodal majitel rosického panství Jan Nepomuk Hausperský hostinec s pozemky Johannu Baltzarovi, jehož rodině pak náležel do roku 1850.
Mezitím bylo 23. září 1769 objeveno v okolí dnešní obce černé uhlí a roku 1788 započala jeho těžba. Dalšímu rozvoji obce napomohly zdejší železárny a především Brněnsko-rosická dráha, postavená v letech 1852–1855. V souvislosti s těžbou uhlí zde ve 40. letech 19. století vznikly i další domy. Jan Arnošt Herring, majitel zdejších dolů, roku 1850 koupil od Josefa Baltzara hostinec a učinil z něj jídelnu a ubytovnu zdejších dělníků a horníků. Ubytovací kapacita však nepostačovala, a tak roku 1853 vznikla na jeho přilehlých pozemcích první dělnická kolonie nazvaná Amaliengrund (později zvaná Stará osada), roku 1862 další dvě dělnické kolonie Hutní osada a Nová osada.

## Vznik, název a rozšiřování obce
Roku 1875 na základě vyhlášky c. k. zemského místodržitele ze dne 5. září 1875 vznikla oficiálně obec s názvem Boží Požehnání (německy Segen Gottes). Katastr obce vznikl přičleněním částí katastrů obcí Příbram na Moravě, Babice u Rosic a Rosice zhruba v rozsahu kompaktní zástavby. Po vzniku Československa dostala obec roku 1920 nový oficiální českojazyčný název Zastávka. Roku 1992 byla v okolí obce a v celém Rosicko-oslavanském revíru těžba uhlí ukončena. K nejvýznamnějším dolům v Zastávce patřil Herring (v 19. století) a Julius.
K 1. lednu 1962 došlo, na základě usnesení okresního národního výboru Brno-venkov ze dne 21. listopadu 1961, k rozšíření katastrálního území obce na úkor sousedících katastrů Babic u Rosic, Příbrami na Moravě a Rosic u Brna o celkem 19,8175 hektarů, přičemž nejvíce (17,246 hektarů) získala obec od Rosic; 1,2775 hektaru získala od Příbrami na Moravě a 1,294 hektaru od Babic u Rosic. Později však byl katastr obce opětovně rozšířen.
V letech 1981–1990 byla Zastávka součástí Rosic.
Obec Zastávka se opět osamostatnila v roce 1990.
Zastávka je nejmladší obcí v okrese Brno-venkov. Vznikla a rozšířila se na úkor katastrů okolních obcí. Jejímu dalšímu rozšiřování brání nedostatek volné stavební plochy, protože všechna rozšíření katastru kopírovala aktuální zastavěné území přiléhající k obci.

## Školství a občanské vybavení
V souvislosti s těžbou uhlí v obci vzniklo hornické učiliště, které však v souvislosti s útlumem těžby zaniklo. V jeho bývalém areálu vznikla fakulta Státní bezpečnosti Vysoké školy Sboru národní bezpečnosti Vysoké školy Sboru národní bezpečnosti. Studovali zde především zahraniční studenti z rozvojových zemí, které alespoň částečně inklinovaly k "táboru socialismu". Škola zanikla spolu se zánikem komunistického režimu v Československu, tedy po roce 1989. Uprázdněný areál dnes využívá jako azylové zařízení místní utečenecký tábor spolu s nově vzniklou expoziturou BIS.
V obci je také mateřská škola, základní škola a Gymnázium TGM Zastávka dříve pod názvem Gymnázium Julia Fučíka Rosice. Školská budova současné základní školy a gymnázia vznikla v roce 1932.

## Obyvatelstvo
| Rok            | 1869 | 1880  | 1890  | 1900  | 1910  | 1921  | 1930  | 1950  | 1961  | 1970  | 1980  | 1991  | 2001  | 2011  | 2021  |
| -------------- | ---- | ----- | ----- | ----- | ----- | ----- | ----- | ----- | ----- | ----- | ----- | ----- | ----- | ----- | ----- |
| Počet obyvatel | —    | 1 145 | 1 496 | 1 539 | 1 493 | 1 630 | 1 761 | 1 872 | 2 022 | 2 434 | 2 400 | 2 228 | 2 359 | 2 465 | 2 584 |
| Počet domů     | —    | 59    | 72    | 89    | 109   | 119   | 168   | 210   | 235   | 391   | 522   | 470   | 509   | 543   | 547   |

Vývoj počtu obyvatel

## Současnost
Obec Zastávka je součástí mikroregionu Kahan. V obci byla vybudována nová hasičská zbrojnice, která slouží jako zázemí pro profesionální i dobrovolné hasiče. V obci je víceúčelové sportoviště, jehož součástí je fotbalový trávník, malé fotbalové hřiště s umělou trávou, tenisové kurty a víceúčelové hřiště pro ostatní sporty spolu s prolézačkami pro nejmenší. V obci je obecní knihovna s možností bezplatného přístupu k internetu a rozvedena kabelová televize. V obci je jeden z nejmodernějších domovů důchodců v ČR.
Nachází se zde také detenční tábor pro zajištění cizinců, kteří jsou na území České republiky nelegálně, a přijímací středisko pro žadatele o azyl, které se nachází ve stejném areálu.

## Školství
- Základní škola a Mateřská škola T. G. Masaryka Zastávka
- Gymnázium T. G. Masaryka
- Základní umělecká škola
- Dům dětí a mládeže

## Zdravotnictví
V Zastávce funguje zdravotnické středisko Dům zdraví a lékárna.

## Doprava
Obec Zastávka leží na železniční trati Brno – Jihlava, osobními vlaky je s Brnem spojena v hodinovém taktu. Železniční stanice nese název Zastávka u Brna. Vedle nádražní budovy se nachází přestupní terminál integrovaného dopravního systému Jihomoravského kraje s parkovištěm pro osobní automobily. V obci se křižují silnice I/23 a II/395. Prochází tudy i několik turistických a cykloturistických tras.

## Sport
V obci působí fotbalový klub TJ Čechie Zastávka, který má v Zastávce vlastní hřiště. Dále tu sídlí klub hokejový klub HC Zastávka, který své domácí zápasy hraje na Zimním stadionu Rosice.

## Pamětihodnosti
- Kaple svatého Jana Křtitele

## Galerie

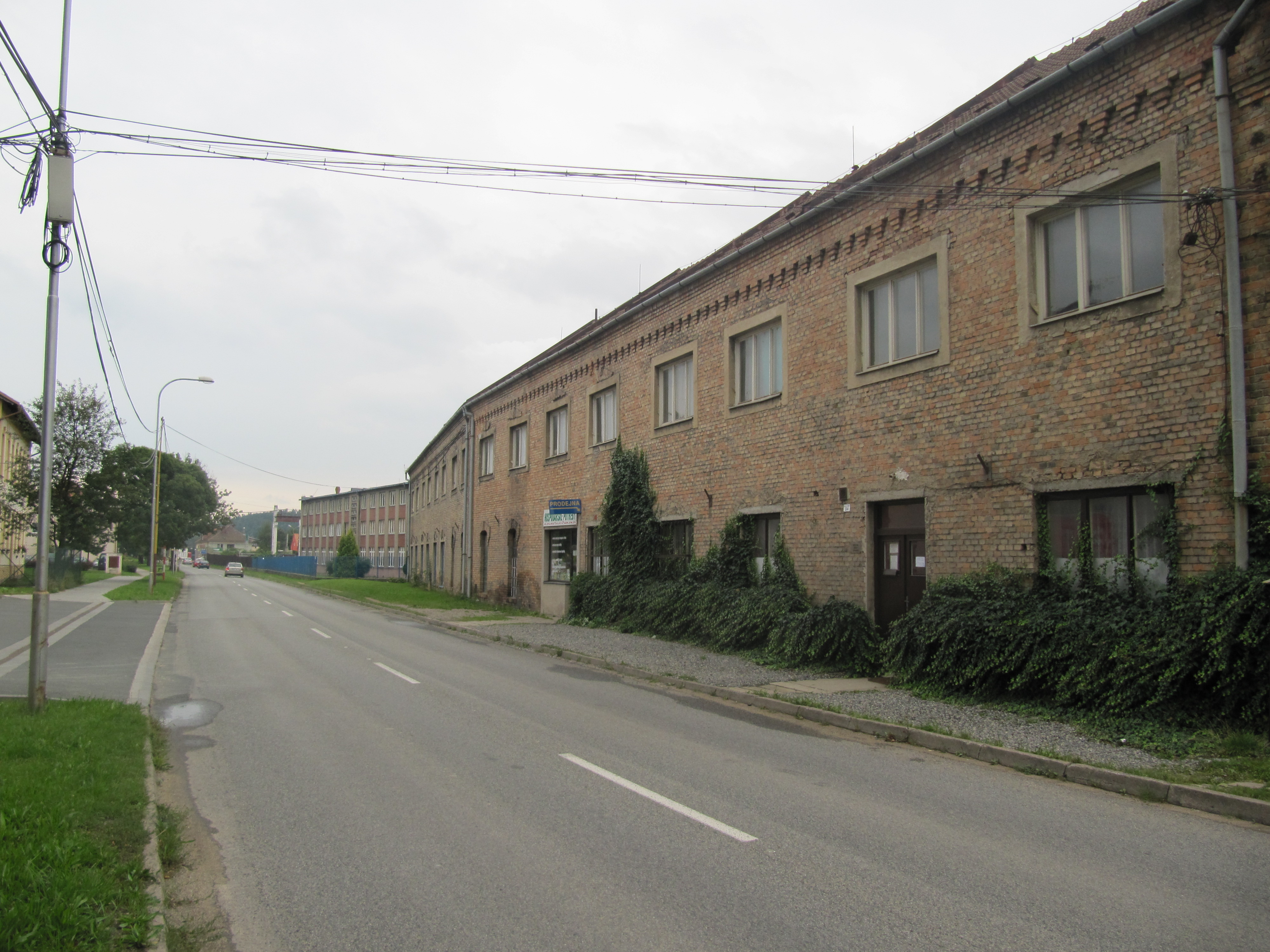
Průmyslové objekty
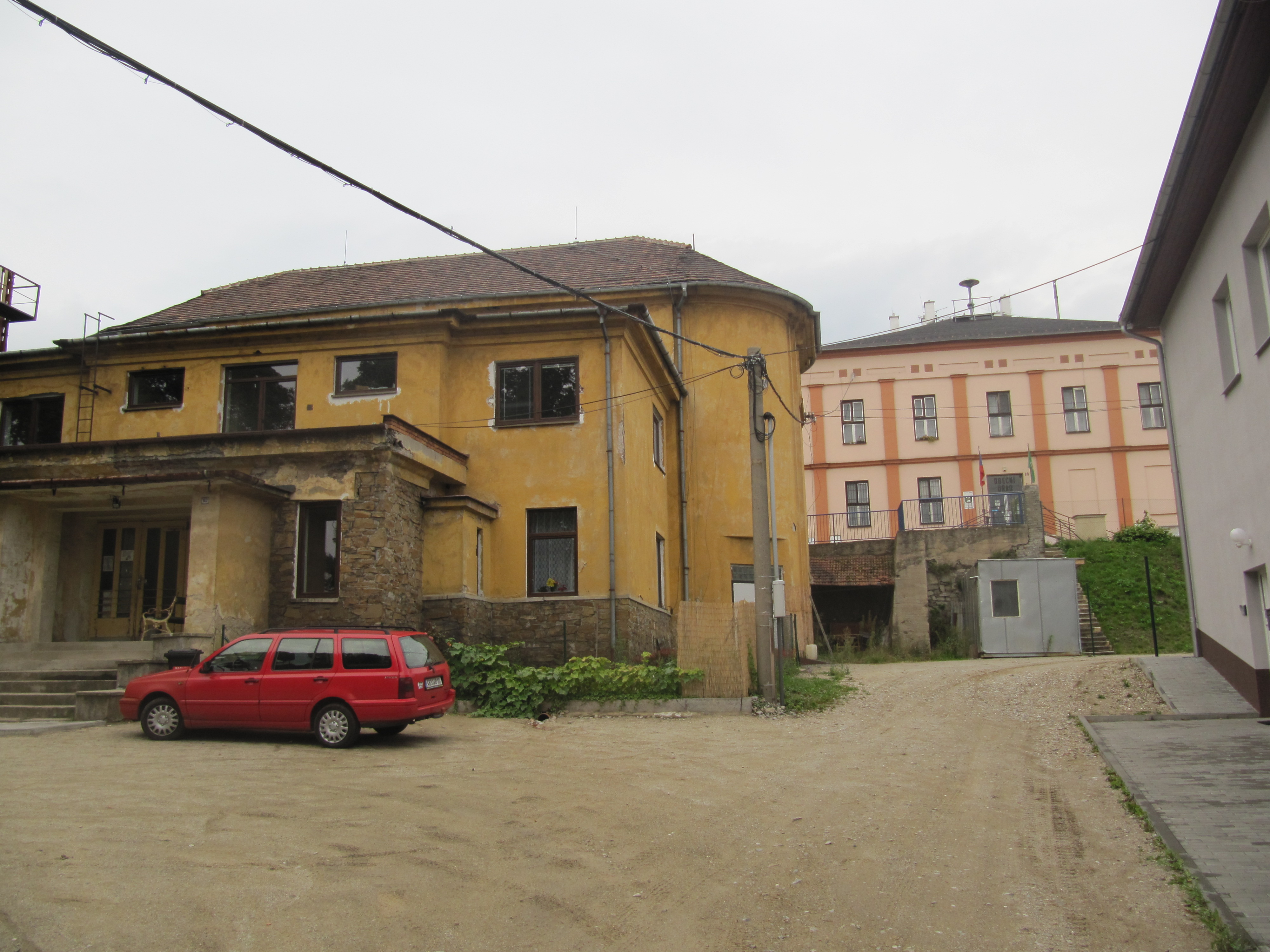
Obecní úřad a tělocvična TJ Sokol Zastávka
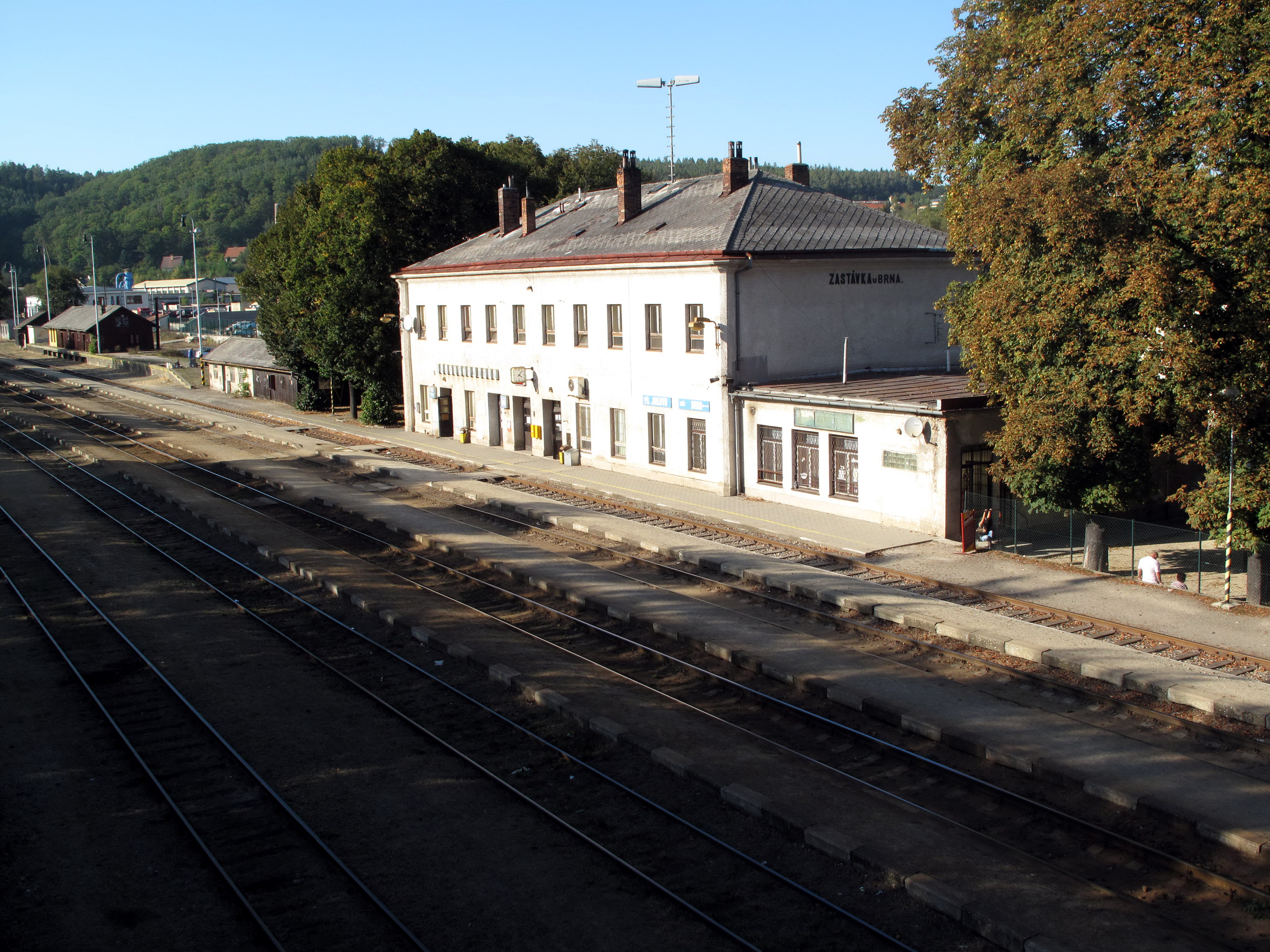
Železniční stanice Zastávka u Brna
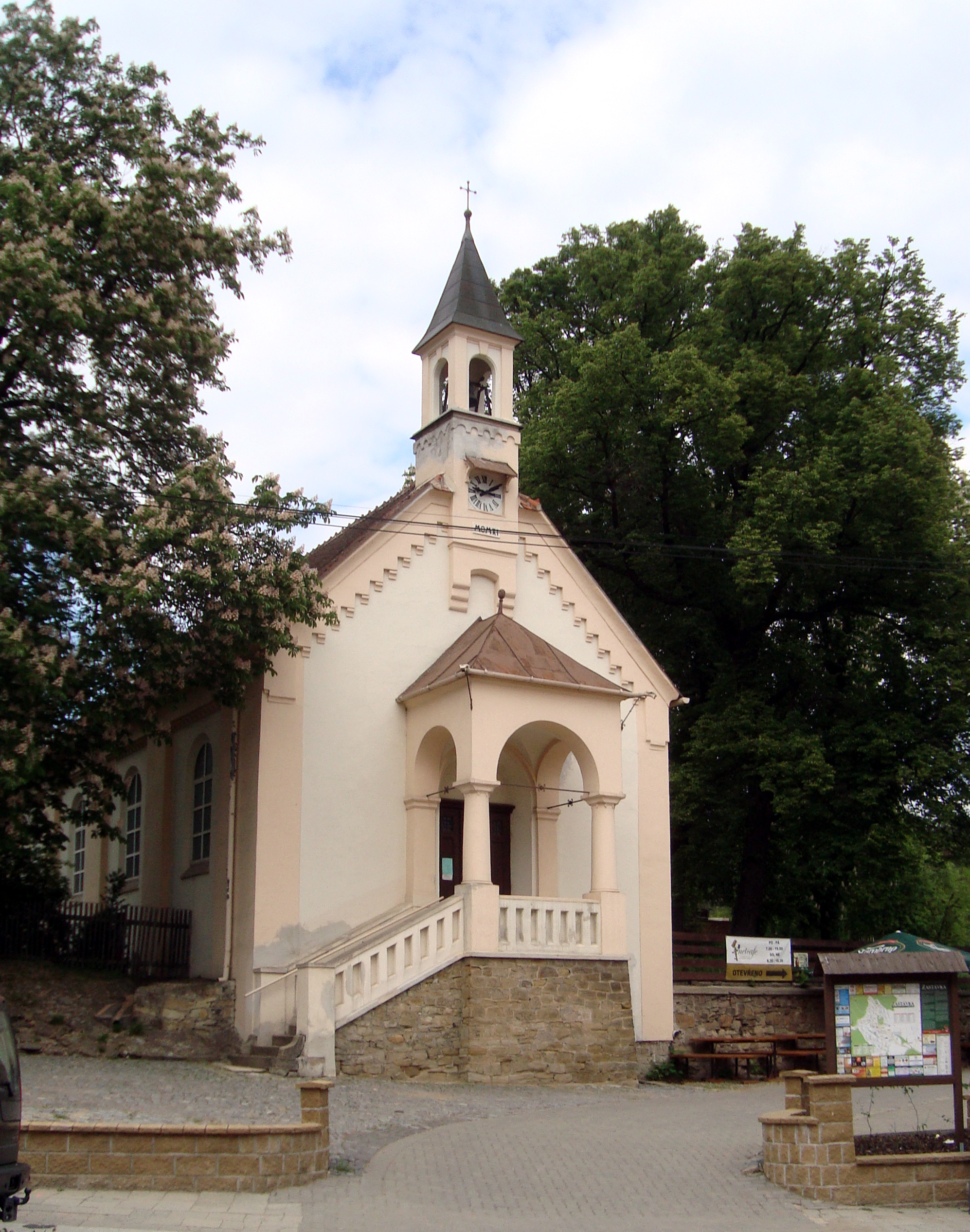
Kaple sv. Jana Křtitele